# Amer Mubarak
Amir Mubarak Ghanim Al Hammadi (Dubai, 28 dicembre 1987) è un calciatore emiratino, centrocampista dello Khor Fakkan Sports Club.